# Crioulo português do Seri Lanca
O crioulo do Seri Lanca é uma língua crioula de base portuguesa falada ainda hoje em alguns pontos daquele país asiático, oriunda de uma forma particular de português cultivada durante todo o período colonial.
O crioulo era falado correntemente ainda no século XX por negroides (os quais descendiam de escravos) levados por portugueses do atual Moçambique para o atual Seri Lanca. Ainda cantam canções portuguesas, mas já quase ninguém fala o indo-português.
Inicialmente a língua possuía quase todas as características do português oficial, tendo apenas algumas particularidades e feições locais, assim como hoje ocorre com a língua portuguesa utilizada no Brasil. Com o gradual isolamento de toda e qualquer população lusófona externa, a linguagem foi aos poucos assumindo características de uma língua crioula.
A origem do crioulo do Seri Lanca reside na iniciativa de Afonso de Albuquerque de realizar a miscigenação entre súditos portugueses e nativos da ilha. Os casamentos entre portugueses e locais dá o primeiro impulso à adoção do português na então colônia de Ceilão. Adicione-se a isto a presença de africanos das colônias lusas na África oriental e goeses servindo como contingente militar, mais a intensa campanha religiosa dos jesuítas entre os cingaleses, e a língua estabeleceria então bases sólidas por cerca de 400 anos no Seri Lanca.
O idioma tornou-se língua franca em todo o território, assumindo construções mais simples que o português lusitano. Era utilizado então por todas as classes sociais, independente de origem étnica, religiosa ou econômica. Seu domínio era imprescindível para qualquer estrangeiro que decidisse percorrer o Seri Lanca.
Com a ocupação da ilha pelo Reino Unido, o inglês foi gradualmente ocupando o espaço do crioulo. Já no fim do século XIX, início do século XX a língua estava em franca decadência. Hoje em dia é cultivada por algumas centenas de famílias, principalmente no lado leste da ilha, que utilizam a linguagem quase que exclusivamente em casa, entre parentes e amigos. Muito deturpada e simplificada, dificilmente é compreendida por um falante do português, diferentemente da época de seu apogeu.
Durante o seu ápice foram publicadas várias bíblias, jornais, peças de teatro, autos, poemas e até mesmo gramáticas, sendo que uma vasta gama do folclore do Seri Lanca está imortalizada nesta linguagem.